# Muang Xaiséttha (distrikt i Vientiane)
Muang Xaiséttha är ett distrikt i Laos.   Det ligger i provinsen Vientiane, i den västra delen av landet, 11 km öster om huvudstaden Vientiane.